# Gobierno de Australia
El Gobierno de Australia, también conocido como Gobierno de la Mancomunidad, es el gobierno nacional de Australia, una monarquía constitucional parlamentaria federal. El Gobierno está formado por los parlamentarios del partido o coalición que actualmente cuenta con el apoyo de la mayoría de los miembros de la Cámara de Representantes y, en algunos contextos, también incluye los departamentos y otros órganos ejecutivos que supervisan los ministros. El gobierno actual está formado por Anthony Albanese y otros parlamentarios del Partido Laborista Australiano, en funciones desde las elecciones federales de 2022.
El primer ministro es el jefe del Gobierno. Es nombrado formalmente para el cargo por el gobernador general (representante del Rey, el jefe de Estado), aunque su decisión se limita normalmente a seleccionar al líder parlamentario que cuente con el apoyo de la mayoría de los miembros de la Cámara de Representantes. Por convención, el primer ministro debe ser también miembro de la Cámara.
Otros miembros clave del gobierno son los ministros del gabinete (que dirigen los departamentos del gobierno), los ministros subalternos, los secretarios parlamentarios y los backbencher del gobierno. El primer ministro y los ministros del gabinete forman el Gabinete, el órgano decisorio clave del gobierno que elabora la política y decide la agenda del gobierno. Los miembros del Gobierno pueden ejercer tanto el poder legislativo (a través de su control del Parlamento) como el ejecutivo (como ministros). Sin embargo, de acuerdo con el gobierno responsable, esto también requiere que las acciones del gobierno en su capacidad ejecutiva estén sujetas al escrutinio de los miembros no gubernamentales del Parlamento.
El gobierno tiene su sede en la capital del país, Canberra, en el Territorio de la Capital Australiana. Las sedes de los dieciséis departamentos federales se encuentran en Canberra, junto con la Casa del Parlamento y la Corte Suprema. El gobierno debe actuar de acuerdo con la ley y la Constitución australiana.
En el ejercicio del poder ejecutivo, los ministros del gobierno ejercen formalmente el poder en nombre del Rey de Australia, a quien corresponde el poder ejecutivo.

## Denominación
El nombre del Gobierno en la Constitución de Australia es «Gobierno de la Mancomunidad». Términos relacionados fueron utilizados por el propio gobierno hasta que el gobierno de Gough Whitlam implantó la política de utilizar el término «Gobierno de Australia» como medio de difuminar las distinciones entre gobiernos estatales y de la Mancomunidad en un intento de aumentar el poder federal.
En otros contextos, el término «gobierno» se refiere a todos los organismos públicos que ejercen el poder del Estado, ya sea legislativo, ejecutivo o judicial.

## Poder ejecutivo
El papel principal del gobierno, en su capacidad ejecutiva, es aplicar las leyes aprobadas por el Parlamento. Sin embargo, con frecuencia las leyes se redactan de acuerdo con los intereses del poder ejecutivo, ya que a menudo el gobierno también controla el poder legislativo.
Sin embargo, a diferencia de los otros dos poderes del Estado, la composición del ejecutivo no está claramente definida. Una definición describe al ejecutivo como una pirámide, formada por tres capas. En la cúspide se encuentra el Rey, como vértice simbólico y depositario formal del poder ejecutivo. Por debajo de él se encuentra una segunda capa formada por el primer ministro, el Gabinete y otros ministros que en la práctica dirigen el ejecutivo. Por último, la capa inferior incluye a los funcionarios públicos, la policía, los departamentos gubernamentales y los organismos estatutarios independientes que aplican directamente las políticas y las leyes.
El poder ejecutivo también es difícil de definir con claridad. En el contexto británico, fue definido por John Locke como todo poder gubernamental que no sea de naturaleza legislativa o judicial. La distinción clave es que, mientras que el poder legislativo implica el establecimiento de normas de aplicación general, el poder ejecutivo implica la aplicación de esas normas a situaciones específicas. En la práctica, sin embargo, esta definición es difícil de aplicar en el contexto australiano, ya que muchas acciones de los organismos ejecutivos son de amplio alcance, vinculantes y se llevan a cabo con independencia del Parlamento. El poder ejecutivo también puede ser objeto de delegación legislativa a través de disposiciones que prevén instrumentos estatutarios y cláusulas Enrique VIII. En última instancia, el carácter ejecutivo o legislativo de un poder se determina caso por caso e implica la ponderación de diversos factores, más que la aplicación de una prueba estricta.
Dado que la mayor parte del poder ejecutivo se otorga por ley, el poder ejecutivo del gobierno se limita igualmente a aquellos ámbitos en los que la Constitución otorga a la Mancomunidad el poder de legislar (principalmente en virtud del artículo 51). También conserva ciertos poderes que tradicionalmente forman parte de la prerrogativa real, como el de declarar la guerra y celebrar tratados. Por último, existen ciertos «poderes de nación», implícitos en el artículo 61 de la Constitución.

### El papel del Rey y del gobernador general
El Rey no participa en las operaciones cotidianas del gobierno, perteneciendo (según la formulación de Bagehot) a la parte «digna» más que a la «eficiente» del gobierno. Aunque el poder ejecutivo de la Mancomunidad recae formalmente en el monarca, la Constitución exige que dichos poderes sean ejercidos por un gobernador general, nombrado por el monarca como su representante (pero desde el nombramiento de Sir Isaacs Isaacs en 1931, siempre nombrado según el consejo de los ministros federales, en lugar de los ministros británicos). Los miembros del gobierno no ejercen el poder ejecutivo por iniciativa propia, sino que son nombrados por el gobernador general como ministros, formalmente como «Ministros de Estado de la Reina [o del Rey]». Como tales, aunque los ministros del gobierno toman la mayoría de las decisiones importantes en el Gabinete, esas decisiones no tienen fuerza legal hasta que las aprueba el Consejo Ejecutivo Federal, presidido por el gobernador general.
Del mismo modo, las leyes aprobadas por ambas cámaras del Parlamento requieren el consentimiento real antes de ser promulgadas, ya que el monarca (representado por el gobernador general) es parte constituyente del Parlamento.
Sin embargo, en todos estos casos, salvo en el de ciertos poderes de reserva, el Rey y el gobernador general deben seguir el consejo del primer ministro o de otros ministros en el ejercicio de sus poderes. Los poderes de reserva se ejercen raramente, y el ejemplo más notable de su uso se produjo en the Dismissal. En ese caso, el gobernador general Sir John Kerr destituyó al primer ministro y al gobierno debido a su conclusión de que el gobierno no había garantizado el suministro. La validez del uso de los poderes durante ese acontecimiento sigue siendo muy discutida.

### Consejo Ejecutivo Federal
El Consejo Ejecutivo Federal es un órgano formal que existe y se reúne para dar efecto legal a las decisiones tomadas por el Gabinete y desempeñar otras funciones. Todos los ministros son miembros del Consejo y tienen derecho a recibir el apelativo de Su Señoría, que conservan de por vida. El gobernador general suele presidir las reuniones del Consejo, pero en su ausencia otro ministro nombrado Vicepresidente del Consejo Ejecutivo preside la reunión del Consejo.

### Gabinete
El Gabinete de Australia es el consejo de ministros superiores de la Corona, responsables ante el Parlamento Federal. Los ministros son nombrados por el gobernador general, con el asesoramiento del primer ministro, y ejercen sus funciones a discreción del primero. Las reuniones del gabinete son estrictamente privadas y se celebran una vez a la semana, donde se debaten asuntos vitales y se formula la política a seguir. Fuera del gabinete hay un ministerio exterior y también una serie de ministros subalternos, llamados secretarios parlamentarios, responsables de un área política específica y que dependen directamente de un ministro principal del gabinete.
La Constitución de Australia no reconoce al Gabinete como entidad jurídica; existe únicamente por convención. Sus decisiones no tienen en sí mismas fuerza legal. Sin embargo, sirve como expresión práctica del Consejo Ejecutivo Federal, que es el máximo órgano formal de gobierno de Australia. En la práctica, el Consejo Ejecutivo Federal se reúne únicamente para refrendar y dar fuerza legal a las decisiones ya adoptadas por el Gabinete. Todos los miembros del Gabinete son miembros del Consejo Ejecutivo. Aunque el gobernador general es el presidente nominal, casi nunca asiste a las reuniones del Consejo Ejecutivo. Un alto miembro del Gabinete ocupa el cargo de vicepresidente del Consejo Ejecutivo y actúa como presidente del Consejo Ejecutivo en ausencia del gobernador general.
Hasta 1956, todos los miembros del ministerio eran miembros del Gabinete. El crecimiento del ministerio en las décadas de 1940 y 1950 hizo que esto fuera cada vez menos práctico, y en 1956 Robert Menzies creó un ministerio de dos niveles, en el que sólo los ministros de alto rango tenían rango de Gabinete, también conocido dentro del parlamento como front bench. Todos los gobiernos, excepto el de Whitlam, han seguido esta práctica.
Cuando los partidos no laboristas están en el poder, el primer ministro hace todos los nombramientos ministeriales y del Gabinete a su discreción, aunque en la práctica consulta a sus colegas de alto rango para hacer los nombramientos. Cuando el Partido Liberal y sus predecesores (el Partido Nacionalista y el Partido de Australia Unida) han estado en coalición con el Partido Nacional o su predecesor el Partido del Campo, el líder del partido menor de la Coalición ha tenido derecho a nombrar a los miembros de su partido del ministerio de la Coalición, y a ser consultado por el primer ministro sobre la asignación de sus carteras.

### Departamentos
A 2023, hay 16 departamentos del Gobierno australiano:
- Departamento de Agricultura, Pesca y Bosques
- Departamento del Fiscal General
- Departamento de Cambio Climático, Energía, Medio Ambiente y Agua
- Departamento de Defensa
- Departamento de Educación
- Departamento de Empleo y Relaciones Laborales
- Departamento de Hacienda
- Departamento de Relaciones Exteriores y Comercio
- Departamento de Sanidad y Tercera Edad
- Departamento de Asuntos Internos
- Departamento de Industria, Ciencia y Recursos
- Departamento de Infraestructuras, Transportes, Desarrollo Regional, Comunicaciones y Arte
- Departamento del Primer Ministro y del Gabinete
- Departamento de Servicios Sociales
- Departamento de Hacienda
- Departamento de Asuntos de los Veteranos

Además, hay cuatro departamentos que prestan apoyo al Parlamento de Australia:
- Departamento de Servicios Parlamentarios
- Departamento de la Cámara de Representantes
- Departamento del Senado
- Oficina Presupuestaria Parlamentaria

## Entidades de titularidad pública

### Corporaciones prescritas por leyes del Parlamento
Las siguientes corporaciones están prescritas por leyes del Parlamento:
- Australian Broadcasting Corporation (Australian Broadcasting Corporation Act 1983)
- Clean Energy Finance Corporation (Clean Energy Finance Corporation Act 2012)
- Special Broadcasting Service (Special Broadcasting Service Act 1991)

### Empresas públicas
A partir de marzo de 2021, las siguientes entidades corporativas de la Mancomunidad están prescritas como Empresas Gubernamentales de Negocios (GBE) por la sección 5(1) de la Regla de Gobernanza Pública, Desempeño y Rendición de Cuentas (PGPA):
- Australia Post
- Defence Housing Australia

Las siguientes empresas de la Mancomunidad están prescritas como GBE por la sección 5(2) de la Norma PGPA:
- Australian Submarine Corporation (ASC)
- Australian Naval Infrastructure
- Australian Rail Track Corporation, que gestiona el proyecto Inland Rail
- Moorebank Intermodal Terminal
- NBN Co
- Snowy Hydro
- Western Sydney Airport

### Otras sociedades públicas no financieras
- Airservices Australia